# Ludwig Lückel
Ludwig Lückel (* 19. März 1868 in Alzey; † 28. April 1929 ebenda) war ein hessischer Politiker (Sozialdemokratische Partei Deutschlands) und ehemaliger Abgeordneter des Landtags des Volksstaates Hessen in der Weimarer Republik.
Ludwig Lückel war der Sohn des Handarbeiters Philipp Lorenz Lückel und dessen Frau Elisabethe geborene Müller. Lückel, der evangelischer Konfession war, war mit Eva geborene Sohn verheiratet. Ludwig Lückel machte nach dem Abschluss der Volksschule eine Ausbildung als Zimmerer und arbeitete bis 1912 in diesem Beruf. 1912 bis 1924 war er Geschäftsführer der Konsumgenossenschaft in Alzey und 1924 bis zu seinem Tode Wein- und Lebensmittelkaufmann in Alzey.
Ludwig Lückel war 1901 bis 1919 Stadtverordneter und 1919 bis 1929 Beigeordneter in Alzey. 1921 bis 1929 gehörte er dem hessischen Landtag an. Nachfolger im Landtag wurde Georg Schwebel. Eine Reichstagskandidatur im Wahlkreis 22 (Hessen-Darmstadt) blieb 1920 erfolglos.